# Coupe d'Afrique des vainqueurs de coupe de football 1989
Navigation
Édition précédente Édition suivante
La Coupe d'Afrique des vainqueurs de coupe de football 1989 est la quinzième édition de la Coupe d'Afrique des vainqueurs de coupe. 
Cette compétition qui oppose les vainqueurs des Coupes nationales voit le sacre d'Al Merreikh Omdurman du Soudan, dans une finale qui se joue en deux matchs face aux Nigérians de Bendel United. Il s'agit du tout premier titre pour Al Merreikh dans cette compétition et de la deuxième finale consécutive perdue pour le Nigéria, après la défaite des Ranchers Bees la saison précédente.

## Tour préliminaire
| Équipe 1       | Résultat | Équipe 2                       | Aller | Retour |
| -------------- | -------- | ------------------------------ | ----- | ------ |
| Moneni Pirates | 2 - 1    | Royal Lesotho Defence Force FC | 2 - 0 | 0 - 1  |

## Premier tour
| Équipe 1                | Résultat | Équipe 2                           | Aller | Retour |
| ----------------------- | -------- | ---------------------------------- | ----- | ------ |
| ASI d'Abengourou        | -        | UD Internacional de Bissau forfait | -     | -      |
| Al Merreikh Omdurman    | -        | Al Ahly Tripoli forfait            | -     | -      |
| Olympique Kakandé       | 0 - 1    | CA Bizerte'T'                      | 0 - 0 | 0 - 1  |
| Coastal Union           | 2 - 5    | CD Costa do Sol                    | 2 - 3 | 0 - 2  |
| Diamond Stars FC        | 0 - 2    | Bendel United                      | 0 - 0 | 0 - 2  |
| Dynamos FC Harare       | 1 - 2    | BFV FC                             | 0 - 1 | 1 - 1  |
| Etincelles FC           | 2 - 1    | Vital’O FC                         | 1 - 0 | 1 - 1  |
| ASF Bobo-Dioulasso      | 2e - 2   | ASC Linguère                       | 1 - 0 | 1 - 2  |
| Gor Mahia               | -        | Villa SC forfait                   | -     | -      |
| Liberté FC              | 1 - 4    | USK Alger                          | 1 - 0 | 0 - 4  |
| Moneni Pirates          | 1 - 6    | Power Dynamos FC                   | 1 - 1 | 0 - 5  |
| Panthère du Ndé         | 1 - 2    | LPRC Oilers                        | 0 - 0 | 1 - 2  |
| Stade malien            | 3 - 0    | Club olympique des transports      | 3 - 0 | 0 - 0  |
| USCA Bangui             | 3 - 5    | AS Kalamu                          | 3 - 3 | 0 - 2  |
| Union Vesper            | 0 - 3    | Patronage Sainte-Anne              | 0 - 1 | 0 - 2  |
| Vantour Club Mangoungou | 2 - 3    | GD Sagrada Esperança               | 1 - 0 | 1 - 3  |

## Huitièmes de finale
| Équipe 1              | Résultat      | Équipe 2             | Aller | Retour |
| --------------------- | ------------- | -------------------- | ----- | ------ |
| ASI d'Abengourou      | 3 - 4         | LPRC Oilers          | 3 - 2 | 0 - 2  |
| BFV FC                | 4 - 3         | Power Dynamos FC     | 1 - 2 | 3 - 1  |
| CA BizerteT           | 1 - 2         | Al Merreikh Omdurman | 1 - 0 | 0 - 2  |
| Patronage Sainte-Anne | 2 - 1         | GD Sagrada Esperança | 2 - 1 | 0 - 0  |
| ASF Bobo-Dioulasso    | 1 - 5         | Bendel United        | 1 - 3 | 0 - 2  |
| CD Costa do Sol       | 1 - 2         | Gor Mahia            | 1 - 2 | 0 - 0  |
| Etincelles FC         | 0 - 1         | AS Kalamu            | 0 - 0 | 0 - 1  |
| Stade malien          | 1 - 1 3-4 tab | USK Alger            | 1 - 0 | 0 - 1  |

## Quarts de finale
| Équipe 1             | Résultat | Équipe 2              | Aller | Retour |
| -------------------- | -------- | --------------------- | ----- | ------ |
| Al Merreikh Omdurman | 3 - 1    | Patronage Sainte-Anne | 2 - 0 | 1 - 1  |
| forfait USK Alger    | 1 - 3    | BFV FC                | 1 - 3 | -      |
| Gor Mahia            | 3 - 1    | LPRC Oilers           | 0 - 0 | 3 - 1  |
| Bendel United        | 3 - 0    | AS Kalamu             | 2 - 0 | 1 - 0  |

## Demi-finales
| Équipe 1      | Résultat | Équipe 2             | Aller | Retour |
| ------------- | -------- | -------------------- | ----- | ------ |
| Bendel United | 4 - 1    | BFV FC               | 4 - 1 | 0 - 0  |
| Gor Mahia     | 1 - 2    | Al Merreikh Omdurman | 1 - 0 | 0 - 2  |

## Finale
| Équipe 1             | Résultat | Équipe 2      | Aller | Retour |
| -------------------- | -------- | ------------- | ----- | ------ |
| Al Merreikh Omdurman | 1 - 0    | Bendel United | 1 - 0 | 0 - 0  |

## Vainqueur
| Coupe d'Afrique des vainqueurs de coupe Vainqueur 1989 |
| ------------------------------------------------------ |
| Al Merreikh Omdurman Premier titre                     |